# Jrebeng Kidul
Jrebeng Kidul is een bestuurslaag in het regentschap Probolinggo van de provincie Oost-Java, Indonesië. Jrebeng Kidul telt 4732 inwoners (volkstelling 2010).